# Distrito electoral de Morton (condado de York, Nebraska)
Morton (en inglés: Morton Precinct) es un distrito electoral ubicado en el condado de York en el estado estadounidense de Nebraska. En el Censo de 2010 tenía una población de 389 habitantes y una densidad poblacional de 4,17 personas por km².

## Geografía
Morton se encuentra ubicado en las coordenadas 41°0′16″N 97°39′9″O / 41.00444, -97.65250. Según la Oficina del Censo de los Estados Unidos, Morton tiene una superficie total de 93.28 km², de la cual 92.93 km² corresponden a tierra firme y (0.38%) 0.36 km² es agua.

## Demografía
Según el censo de 2010, había 389 personas residiendo en Morton. La densidad de población era de 4,17 hab./km². De los 389 habitantes, Morton estaba compuesto por el 97.94% blancos, el 0.26% eran afroamericanos, el 0.26% eran amerindios, el 0% eran asiáticos, el 0% eran isleños del Pacífico, el 0.77% eran de otras razas y el 0.77% pertenecían a dos o más razas. Del total de la población el 2.06% eran hispanos o latinos de cualquier raza.